# Vila Closa de Puigdelfí
Vila Closa de Puigdelfí forma el nucli antic de Puigdelfí, municipi de Perafort (Tarragonès), situat al voltant del desaparegut castell de Puigdelfí (situat al mateix indret on ara hi ha l'església). El conjunt és inclòs en l'Inventari del Patrimoni Arquitectònic de Catalunya.

## Descripció
El nucli antic o vila closa, amb forma més o menys circular, està situada dalt d'un petit turonet i formada per quatre carrers: el carrer del Castell, del Vent, del Mig i Major.
Els dos primers fan una forta pujada que mena en un replà on actualment hi ha l'església (Plaça o Plaça de l'Església) i on durant anys s'aixecà el castell del lloc, que ha deixat el seu nom -carrer del Castell o cases anomenades del Castell-.
El carrer del mig continua més enllà de l'església -on podem veure-hi una font de finals del segle xix o inicis del XX- fins a enllaçar amb el carrer Major que torna enrere fent baixada fins a unir-se amb el carrer Nou.
El castell de Puigdelfí sembla que era una veritable fortalesa ben diferent del casal fortificat que tenia Perafort.

## Història
Les primeres cases de Puigdelfí devien ser les més properes al Castell, entre el carrer del Mig i el del Vent.
El sector inclòs entre el carrer del Mig, el del Castell i l'església, devien ser les dependències del castell, del qual encara n'hi ha vestigis. Sembla que s'aprofità bona part dels materials del castell per a construir l'església.
El nom del carrer del Mig es donava abans també a l'actual del castell.
El segle xviii, arran l'evolució demogràfica, es començà a edificar al sector del carrer Major, que amb el temps restà unit al carrer Nou.